# 셀러리 (소프트웨어)
셀러리(Celery)는 분산 메시지 전달에 기반을 둔 오픈 소스 비동기 태스크 큐, 잡 큐이다. 스케줄링을 지원하지만 실시간 운영에 초점을 두고 있다.

## 개요
태스크(task)라 불리는 실행 단위가 멀티프로세싱, eventlet 또는 gevent를 통해 하나 이상의 워커(worker) 노드에 동시 실행된다. 태스크는 비동기(백그라운드) 또는 동기(준비될 때까지 대기)로 실행할 수 있다.

## 같이 보기
- AMQP